# Aida Dyrrah

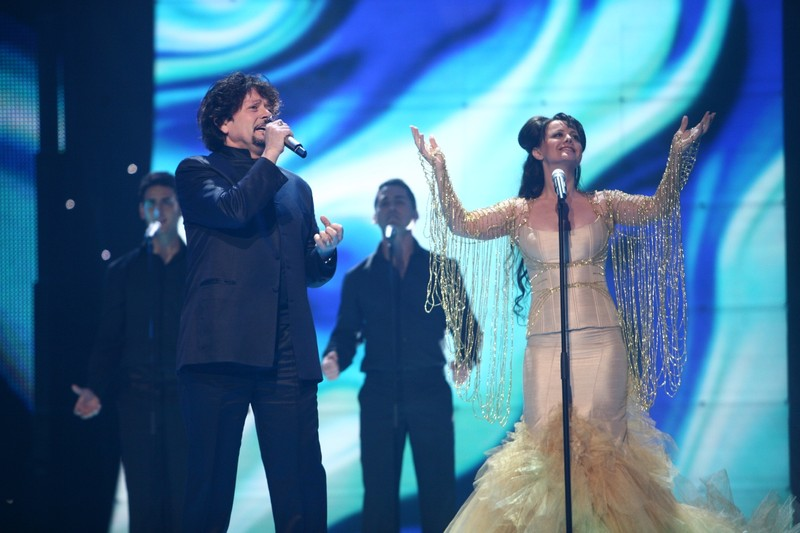
Frederik Ndoci und Aida Dyrrah (damals noch Ndoci), 2007

Aida Dyrrah ist eine albanische Sängerin.
Sie qualifizierte sich gemeinsam mit ihrem damaligen Ehegatten, Frederik Ndoci, im albanischen Vorentscheid für das Halbfinale des Eurovision Song Contest 2007 in Helsinki mit dem Titel Balada e Gurit (Ballade des Steins). Dabei trat Frederik Ndoci als Sänger und Aida Dyrrah als Backgroundsängerin auf. Im Halbfinale in Helsinki trugen sie unter dem Titel Hear my Plea eine englischsprachige Version des Liedes vor, konnten sich damit jedoch nicht für das Finale qualifizieren.